# Майков, Иван Алексеевич
Ива́н Алексе́евич Ма́йков (псевдоним Ив. Ро́зов) — поэт-самоучка, писал в начале 1790-х годов оды и подносил их разным лицам, чем и кормился.

## Биография
Крепостной дворовый человек ярославского помещика Ф. М. Брянчанинова, при котором и жил в его имении в селе Гарнцы, находившемся в Романовском уезде. В 1790 году он был «отпущен от помещика, по желанию своему, для обозрения российских городов и для сочинения стихотворства» с данным ему из Романовского казначейства годовым плакатным паспортом, с которым он пришёл в Царское Село.
Здесь он «начал писать оды, стихи и подносил оные разным господам, получал от них награждение, от чего и пропитание имел». Сочинения его в периодических изданиях того времени не помещались, а издавались лишь отдельными брошюрами, в 1791—1792 годах, под настоящей фамилией автора — Майкова; узнав об этом, гвардейский офицер Аполлон Александрович Майков, тоже стихотворец, «запретил ему таковою фамилиею называться, почему он и назвал себя Розовым», — так что дальнейшие оды его появлялись в печати уже под именем Ив. Розова. Всех его од, стихотворений и посланий насчитывается 29 названий (между прочим, оды И. И. Шувалову, П. А. Зубову, Императрице Екатерине II, великому князю Павлу Петровичу, Александру и Константину Павловичам, великой княгине Марии Фёдоровне). В типографии «И. Крылов и товарищи» издан ещё сборник его стихов «Сельская лира любителей читателям российским» (СПб., 1792).
Изданный в 1792 году типографией Академии наук «Живой источник, стихи на день рождения Императрицы Екатерины II» (должно быть, — второе издание его же пьесы: «Живой источник, из которого неоцененное сокровище Всевышнего десницею в щастливое столетие почерпнули; стихи на день рождения Императрицы Екатерины», 1791 г.), в количестве 50 экземпляров, принёс автору неприятности. В 1793 году предписано было Санкт-Петербургскому губернскому правлению «стихи под названием „Живой источник“, в коих находятся многие выражения, относящиеся до св. Писания, но силе оного несоответствующие, — чтоб с вышеозначенными стихами, яко в противность именного Высочайшего указа (1787 г.) в неизвестной светской типографии напечатанными, поступлено было по точной силе сего Высочайшего указа, где бы оные в лавках или типографиях ни находились». Майков был разыскан и допрошен (отчего и известны немногие биографические сведения о нём). Санкт-Петербургское губернское правление постановило: «хотя означенные стихи, по негодности их, не заслуживают обращения в публике, но как и вреда от них быть не может, то изыскание розданных уже им [экземпляров] оставить, а вышеупомянутые присланные 7 экземпляров отдать в одну из правительственных типографий для употребления на обвёртки казённых книг», а самого Розова отправить на родину в Ярославскую губернию, к его помещику, «но после сего определения, явясь в Губернское правление, лейб-гвардии Преображенского полка ротмистр Ап. Ал. сын Майков просил оного дворового человека Майкова, для доставления к помянутому господину его, об отдаче ему на расписку, почему оный для доставления такового к господину его на его, господина ротмистра Майкова, расписку и отдан».
Дальнейшая судьба этого дворового стихотворца не известна, но после 1793 года никаких стихов его в печати не появилось.